# San Cristóbal de Ayala
San Cristóbal de Ayala är en ort i Mexiko.   Den ligger i kommunen Huanímaro och delstaten Guanajuato, i den centrala delen av landet, 260 km väster om huvudstaden Mexico City. San Cristóbal de Ayala ligger 1 698 meter över havet och antalet invånare är 342.
Terrängen runt San Cristóbal de Ayala är kuperad österut, men västerut är den platt. Runt San Cristóbal de Ayala är det ganska tätbefolkat, med 104 invånare per kvadratkilometer. Närmaste större samhälle är Abasolo, 14,1 km norr om San Cristóbal de Ayala. Trakten runt San Cristóbal de Ayala består till största delen av jordbruksmark.